# Грета Гюнт
Гре́та Гюнт (англ. Greta Gynt; 15 ноября 1916, Кристиания — 2 апреля 2000, Лондон) — британская киноактриса, танцовщица и певица норвежского происхождения.

## Биография
Маргрете Воксхольт (настоящее имя актрисы) родилась 15 ноября 1916 года в Осло. Мать — Кирстен Воксхольт, работала художником по костюмам. Будучи ребёнком, Маргрете переехала с родителями в Великобританию и с пяти лет начала заниматься танцами. Вскоре семья вернулась в Норвегию, и Маргрете с 12 лет начала выступать в кабаре-ревю Chat Noir. В 1934 году впервые появилась на экране — это был шведский фильм Sången till henne. После этого успеха 19-летняя девушка вновь уехала в Великобританию. Там она, по совету своего агента, Кристофера Мэнна, который вскоре стал её первым мужем, перекрасила свои тёмные волосы в светлые, сделав это частью своего имиджа. Во второй половине 1930-х — первой половине 1940-х годов она играла в малозаметных британских фильмах, но с конца 1940-х годов стала появляться в крупнобюджетных лентах. Амплуа — гламурная, смелая, сексуально раскрепощённая женщина. Тогда конгломерат Rank Organisation, заметив успешную актрису, попытался пропозиционировать её как «британскую Джин Харлоу», но особого успеха в этом не добился. На излёте своей популярности актриса, взявшая с конца 1930-х годов псевдоним Грета Гюнт в честь классического норвежского музыкального произведения «Пер Гюнт», уехала искать кинематографического счастья в США, но быстро вернулась в Британию после провала в фильме «Три солдата» (1951). В конце 1950-х годов карьера актрисы была окончена.

### Личная жизнь и смерть
У актрисы было четыре мужа.
1. Первым мужем актрисы стал её кино-агент Кристофер Мэнн. Брак был заключён в 1936 или 1937 году, дата развода неизвестна. Детей не было.
2. Второй муж — Уилфред Энтони Джон Орчард. Даты брака неизвестны, детей не было.
3. Третий муж — Ноэль Джеймс Тревенен Холланд. Даты брака неизвестны, в 1952 году у пары родился сын.
4. Четвёртый муж — Фредерик Мур, пластический хирург, скончавшийся в 1983 году. Пара состояла в браке с 1956 года до самой смерти доктора Мура[4].

Грета Гюнт скончалась 2 апреля 2000 года в Лондоне.

## Избранная фильмография
За 29 лет кино-карьеры (1934—1963) Грета Гюнт снялась в 60 фильмах и сериалах.

### Широкий экран
- 1939 — Тёмные глаза Лондона[англ.] / The Dark Eyes of London — Диана Стюарт
- 1939 — Тайна стадиона «Арсенал»[англ.] / The Arsenal Stadium Mystery — Гвен Ли
- 1940 — Она не могла сказать «нет»[англ.] / She Couldn't Say No — Фрэнки Бэрнс
- 1940 — Средняя вахта[англ.] / The Middle Watch — Мэри Карлтон
- 1940 — Бульдог видит насквозь[англ.] / Bulldog Sees It Through — Джейн Синклейр
- 1940 — Комната для двоих[англ.] / Room for Two — Хильда Уэстби
- 1941 — Обычное прикосновение[англ.] / The Common Touch — Сильвия Мидоуз
- 1943 — Завтра мы живём[англ.] / Tomorrow We Live — Мари Дюшес
- 1943 — Это снова тот человек[англ.] / It's That Man Again — Стелла Феррис
- 1946 — Городок Лондон[англ.] / London Town — миссис Ева Барри
- 1947 — Дорогой убийца / Dear Murderer — Вивьен Уоррен
- 1947 — Возьми мою жизнь / Take My Life — Филлипа Шелли
- 1948 — Лёгкие деньги[англ.] / Easy Money — Пэт (в новелле «История в ночном клубе»)
- 1948 — Календарь / The Calendar — Венда Паннифорд
- 1951 — За всё рассчитаюсь с тобой! / I'll Get You for This — Клодетт Эмблинг
- 1951 — Три солдата[англ.] / Soldiers Three — Креншоу
- 1952 — Неуловимый / The Ringer — Кора Энн Милтон
- 1953 — Три шага в темноте[англ.] / Three Steps in the Dark — Софи Буржойн
- 1956 — Семья моей жены[англ.] / My Wife's Family — Глория Марш
- 1957 — Утренний звонок[англ.] / Morning Call — Аннетт Мэннинг
- 1957 — Фортуна — это женщина / Fortune Is a Woman — Вир Литчен

### Телевидение
- 1956 — Приключения Робин Гуда / The Adventures of Robin Hood — леди Маргарет (в 1 эпизоде)
- 1959 — Человек-невидимка[англ.] / The Invisible Man — Соня Васа (в 1 эпизоде)